# Liste der Biografien/Kalh
Liste der Biografien |
Portal Biografien |
Personensuche
# |
A |
B |
C |
D |
E |
F |
G |
H |
I |
J |
K |
L |
M |
N |
O |
P |
Q |
R |
S |
T |
U |
V |
W |
X |
Y |
Z |
?
 
Ka |
Kb |
Kc |
Kd |
Ke |
Kf |
Kg |
Kh |
Ki |
Kj |
Kl |
Km |
Kn |
Ko |
Kp |
Kr |
Ks |
Kt |
Ku |
Kv |
Kw |
Ky |
Kx |
Kz
 
Kaa–Kag |
Kah |
Kai |
Kaj |
Kak |
Kal |
Kam |
Kan |
Kao |
Kap |
Kar |
Kas |
Kat |
Kau |
Kav |
Kaw |
Kay |
Kaz
 
Kala |
Kalb |
Kalc |
Kald |
Kale |
Kalf |
Kalh |
Kali |
Kalj |
Kalk |
Kall |
Kalm |
Kaln |
Kalo |
Kalp |
Kals |
Kalt |
Kalu |
Kalv |
Kalw |
Kaly |
Kalz
Die Liste der Biografien führt alle Personen auf, die in der deutschsprachigen Wikipedia einen Artikel haben. Dieses ist eine Teilliste mit 11 Einträgen von Personen, deren Namen mit den Buchstaben „Kalh“ beginnt.

## Kalh

### Kalha
- Kalhamer, Stephan (* 1976), deutscher Pokerspieler und -trainer
- Kalhana, indischer Historiker

### Kalho
- Kalhor, Amirhossein (* 1996), iranischer Grasskiläufer
- Kalhor, Ghorban Ali (* 1952), iranischer Skirennläufer
- Kalhor, Hossein (* 1982), iranischer Grasskiläufer
- Kalhor, Hossein (* 1984), iranischer Gras- und Alpinskiläufer
- Kalhor, Kayhan (* 1963), iranischer Kamantschespieler und KomponistKayhan Kalhor (* 1963)

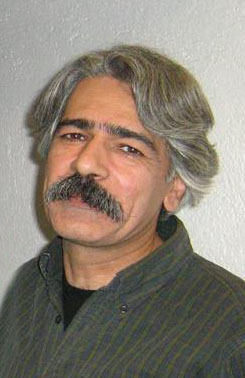
Kayhan Kalhor (* 1963)

- Kalhor, Marjan (* 1988), iranische Alpin- und Grasskiläuferin
- Kalhor, Mitra (* 1985), iranische Gras- und Alpinskiläuferin
- Kalhor, Mohammad (* 1956), iranischer Skirennläufer
- Kalhor, Narges (* 1984), iranische Filmregisseurin und Filmeditorin